# Fiamma Lanzara
Fiamma Lanzara (Napoli, 1º dicembre 1945 – Roma, 9 novembre 2020) è stata un'imprenditrice italiana.

## Biografia
Fiamma Lanzara, nata Matacena, fu figlia di Rosana Pistolese e nipote di Francesco Pistolese, partigiano e giornalista de L'Unità.
Si avvicinò all'imprenditoria sotto la guida di sua madre, per poi prendere le redini della Presidenza di Accademia Costume e Moda.

### Impegni, cariche e premi
Fu Segretario Generale, Vice Presidente e Presidente di Accademia Costume e Moda di Roma.
Alla sua attività si deve l'arricchimento del grande patrimonio librario della Biblioteca dell'Accademia, che ora porta il suo nome.
Alla fine degli anni Novanta, collaborò alla stesura del primo Dizionario della Moda curato da Guido Vergani, autorizzando ricercatori e giornalisti a consultare senza limitazioni tutto ciò che potesse servire alla stesura dell’opera all’interno della Biblioteca e dell’Archivio Storico dell'Accademia.
Il 10 giugno 2011 ricevette in Campidoglio il Premio “Eccellenze al femminile” di Roma Capitale per essersi distinta nella professione e nel proprio ruolo sociale.
Fiamma Lanzara morì a Roma il 9 novembre 2020.

## Biblioteca Fiamma Lanzara
La Biblioteca, con sede a Roma, rappresenta con l'Archivio Storico di Accademia di Costume e Moda, il più grande centro di documentazione culturale di Moda nel Lazio. 
Ha ricevuto da parte della Direzione Generale Archivi del Ministero per i beni e le attività culturali e per il turismo - il riconoscimento di "eccezionale interesse culturale per le caratteristiche e le peculiarità dei materiali posseduti".
Contiene 5 fondi vincolati (Accademia Costume & Moda, Rosana Pistolese, Bruno Piattelli, Pia Soli ed Elio Costanzi). 
Nel 1969 la Biblioteca riceve in dono l'emeroteca personale di Irene Brin e, nel 2019, quella di Franca Sozzani. 
Nel 2021 la Biblioteca riceve il vincolo di eccezionale interesse storico archivistico per i fondi della giornalista di moda Pia Soli e del Costumista Elio Costanzi.